# Pachycnemia
Pachycnemia is een geslacht van vlinders van de familie spanners (Geometridae), uit de onderfamilie Ennominae.

## Soorten
- P. benesignata (Bellier, 1861)
- P. hippocastanaria

Grijze heispanner (Hübner, 1799)
- P. tibiaria (Rambur, 1829)